# Agylla subinfuscata
Agylla subinfuscata là một loài bướm đêm thuộc phân họ Arctiinae, họ Erebidae.